# Étang de Quérigut
L'étang de Quérigut est un lac naturel des Pyrénées françaises situé dans le département de l'Ariège, sur la commune éponyme, au cœur de la région naturelle de Donezan, en flanc nord du Pic de Ginebre.

## Toponymie
Cet étang porte le même nom que la rivière qui le traverse et le village, situé en contrebas dans la vallée.

## Géographie

### Topographie
Avec une altitude de 1 876 mètres, situé dans le massif des Pyrénées, entre Quérigut et Formiguères à vol d'oiseau, l'étang de Quérigut est niché sur le versant opposé de la station de ski de Puyvalador. Sa plate-forme est limitée directement au nord-ouest par les contreforts du pic de Ginebre qui culmine à 2 382 mètres. La forêt domaniale des Ares l'environne.

### Hydrologie
Desservi par la rivière de Quérigut, l'étang a une superficie de 3,3 hectares et sa profondeur est de 21 mètres.

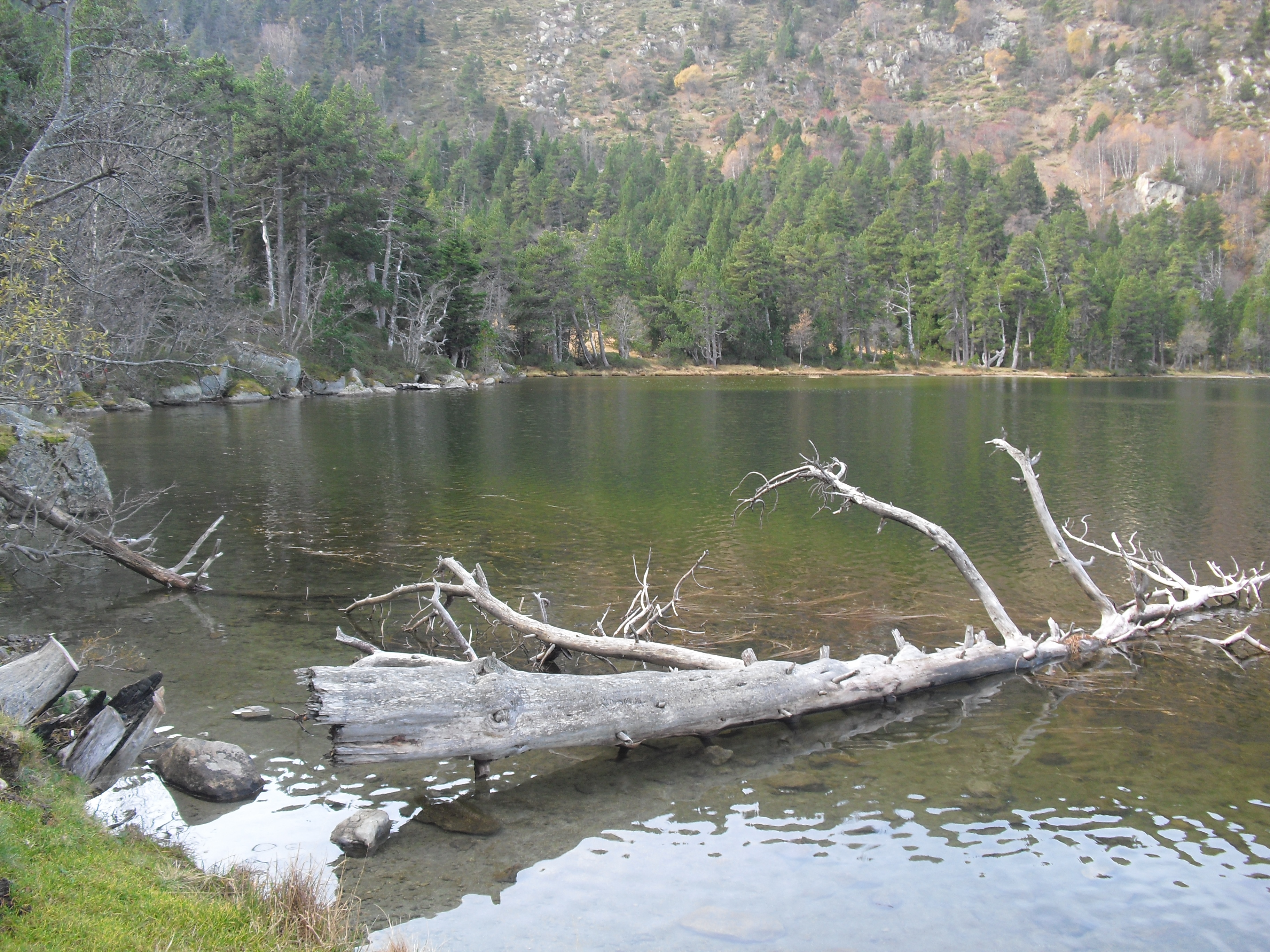
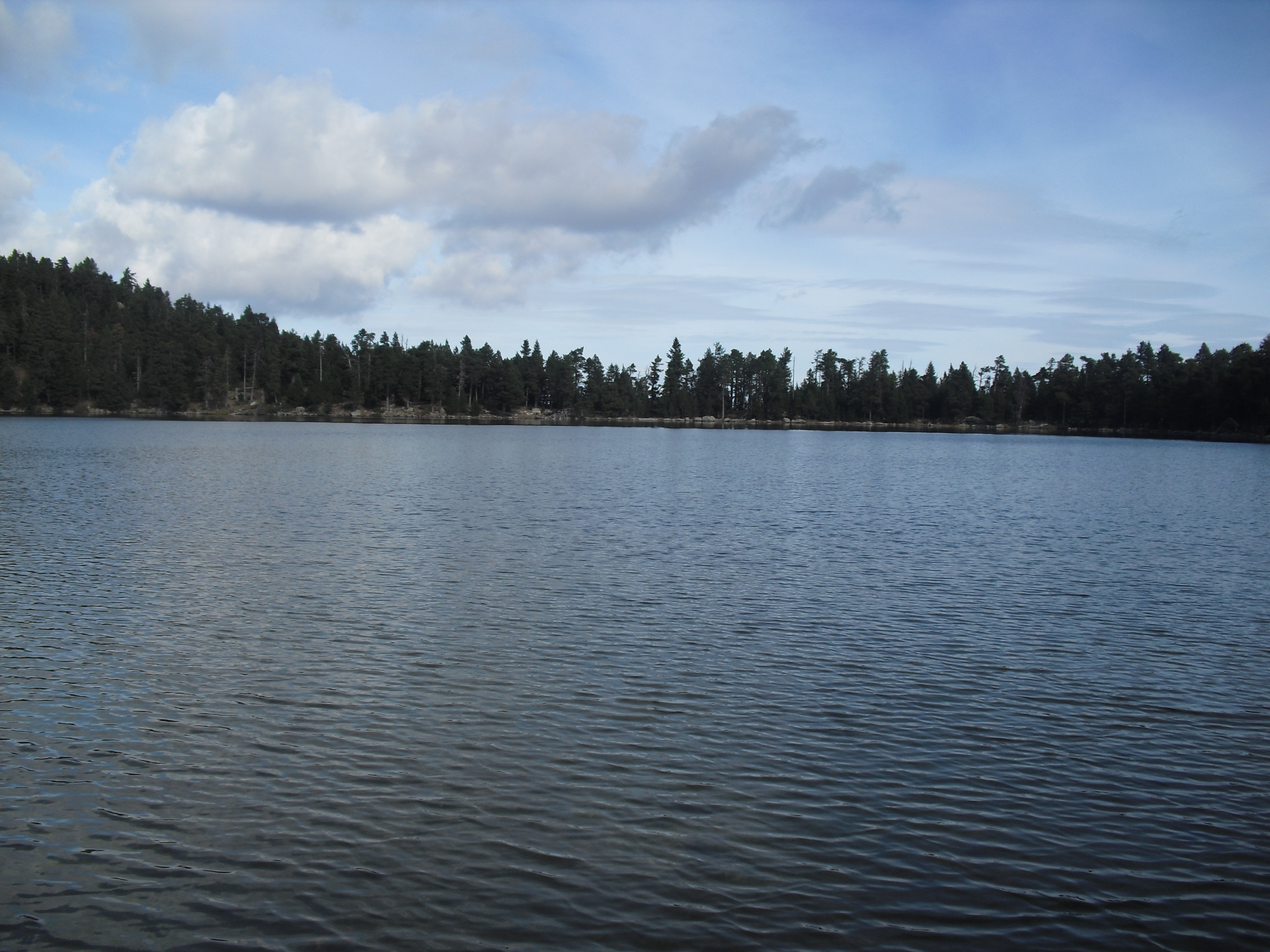
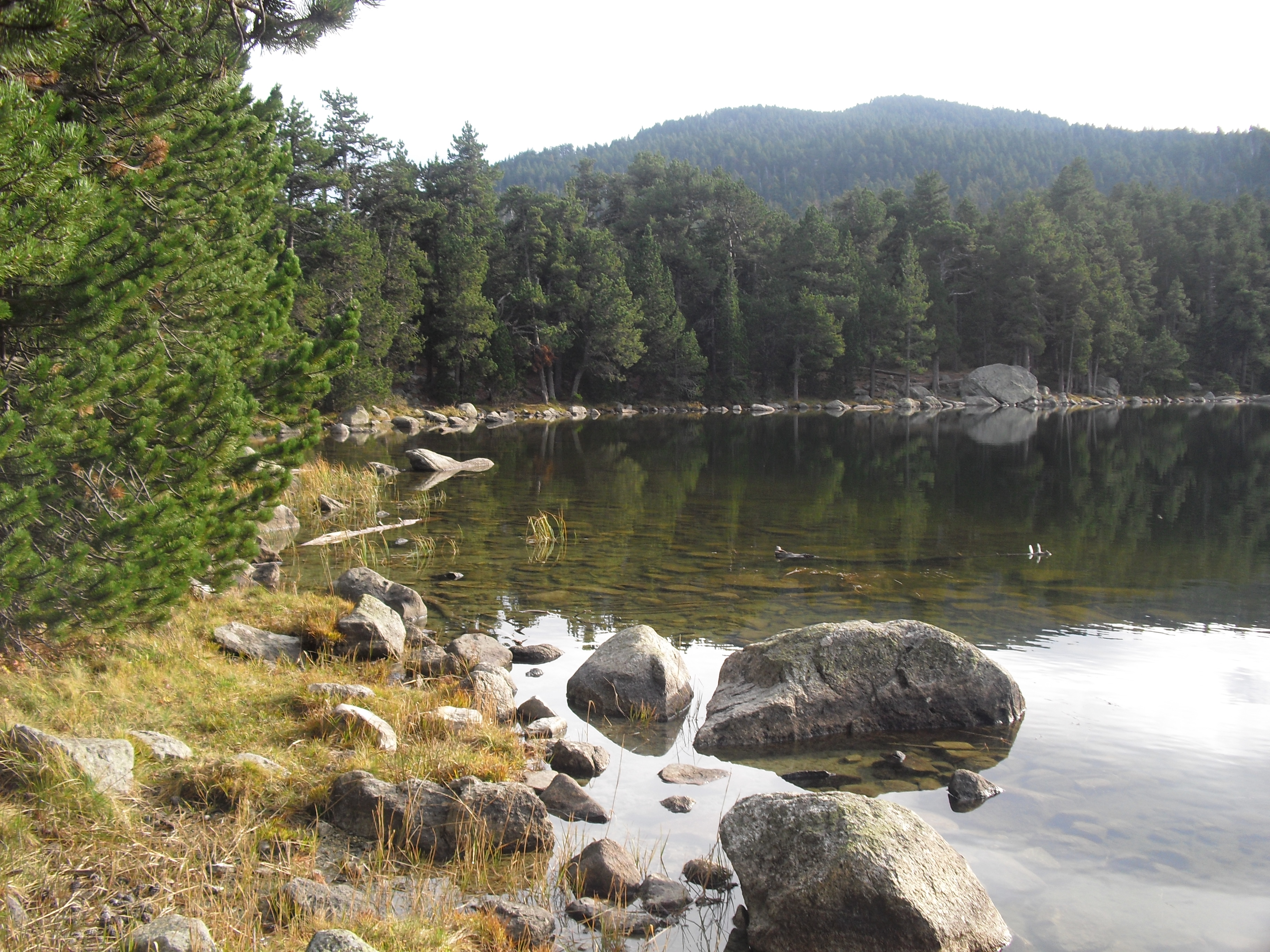
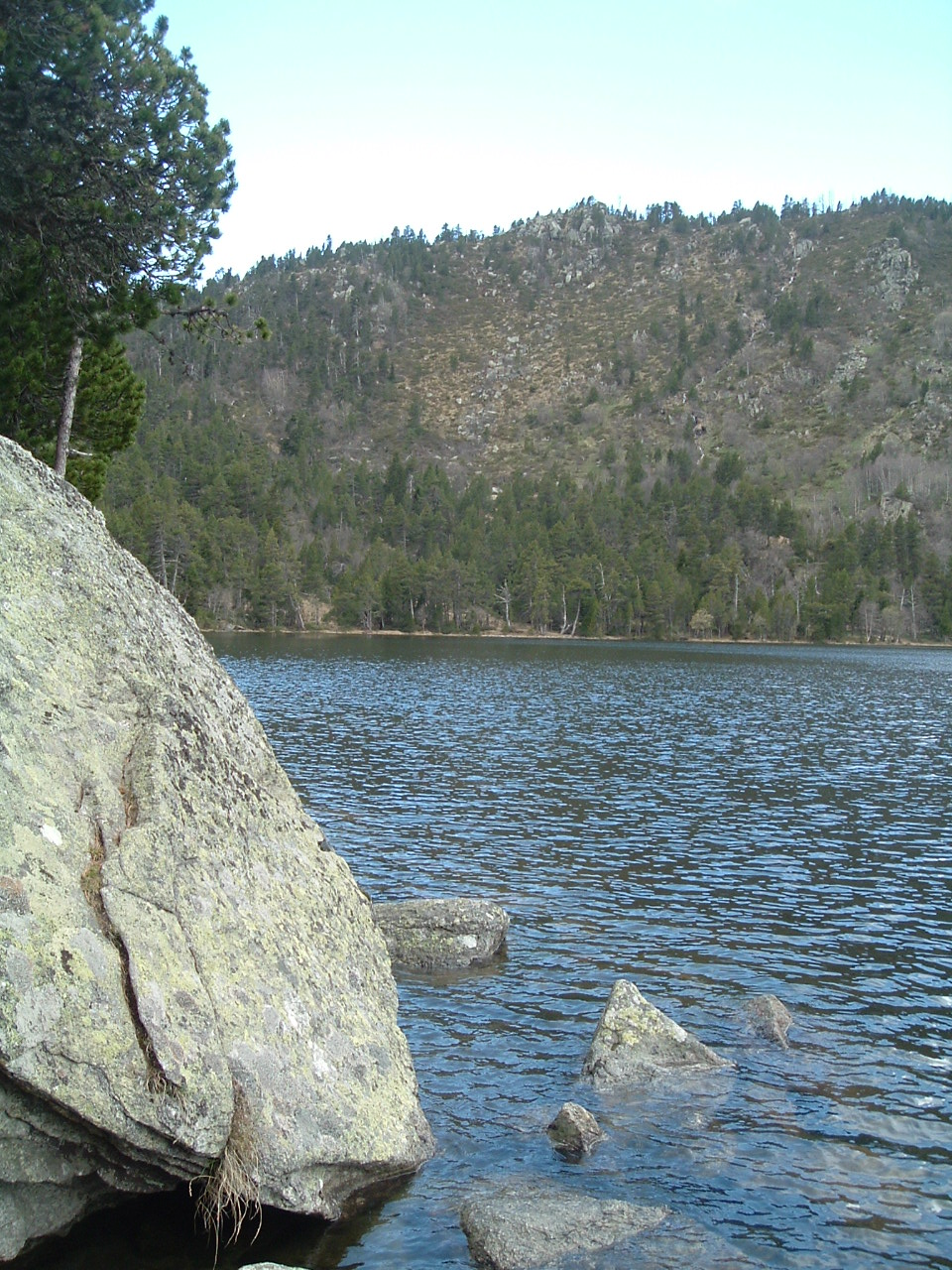
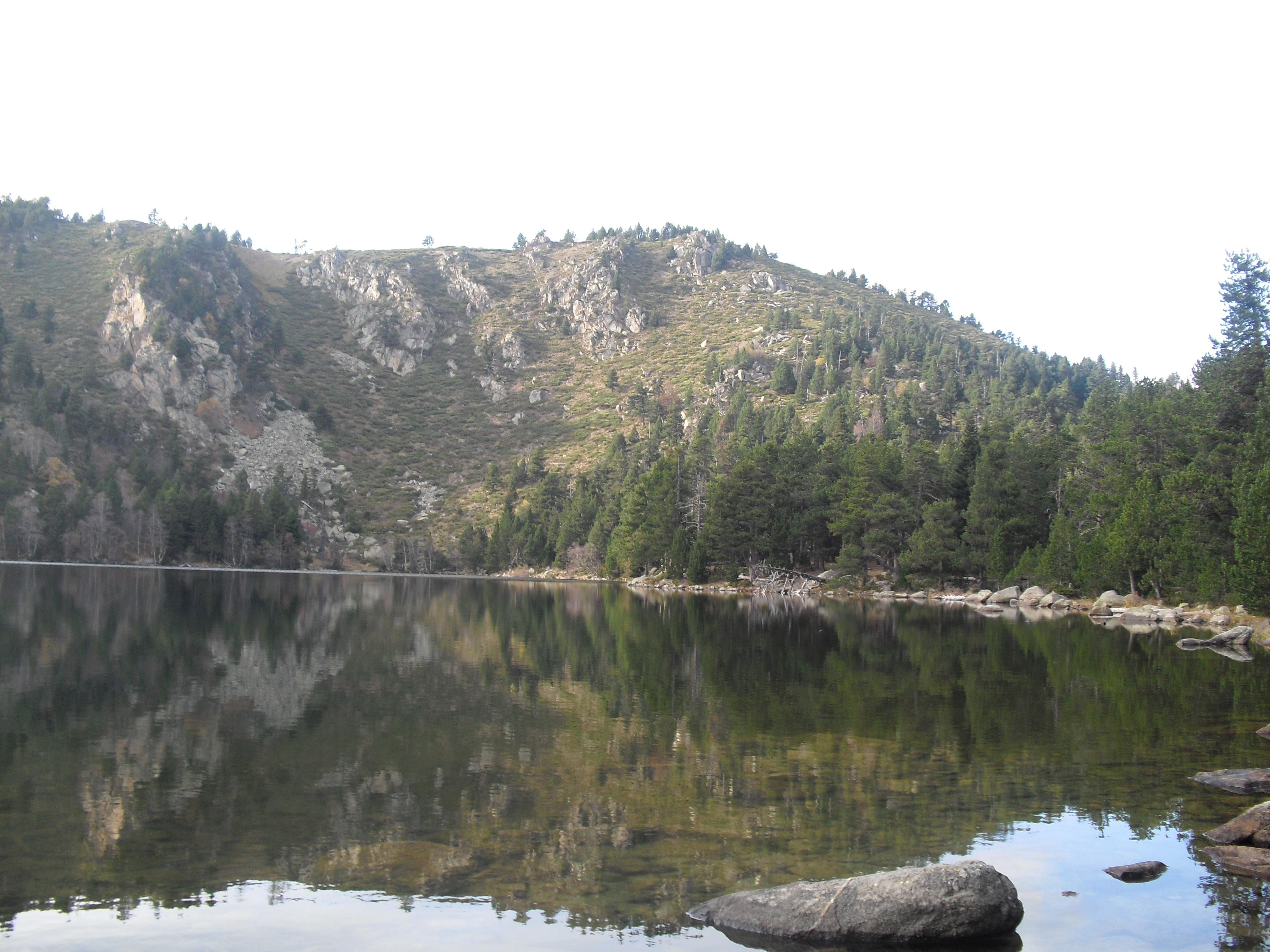
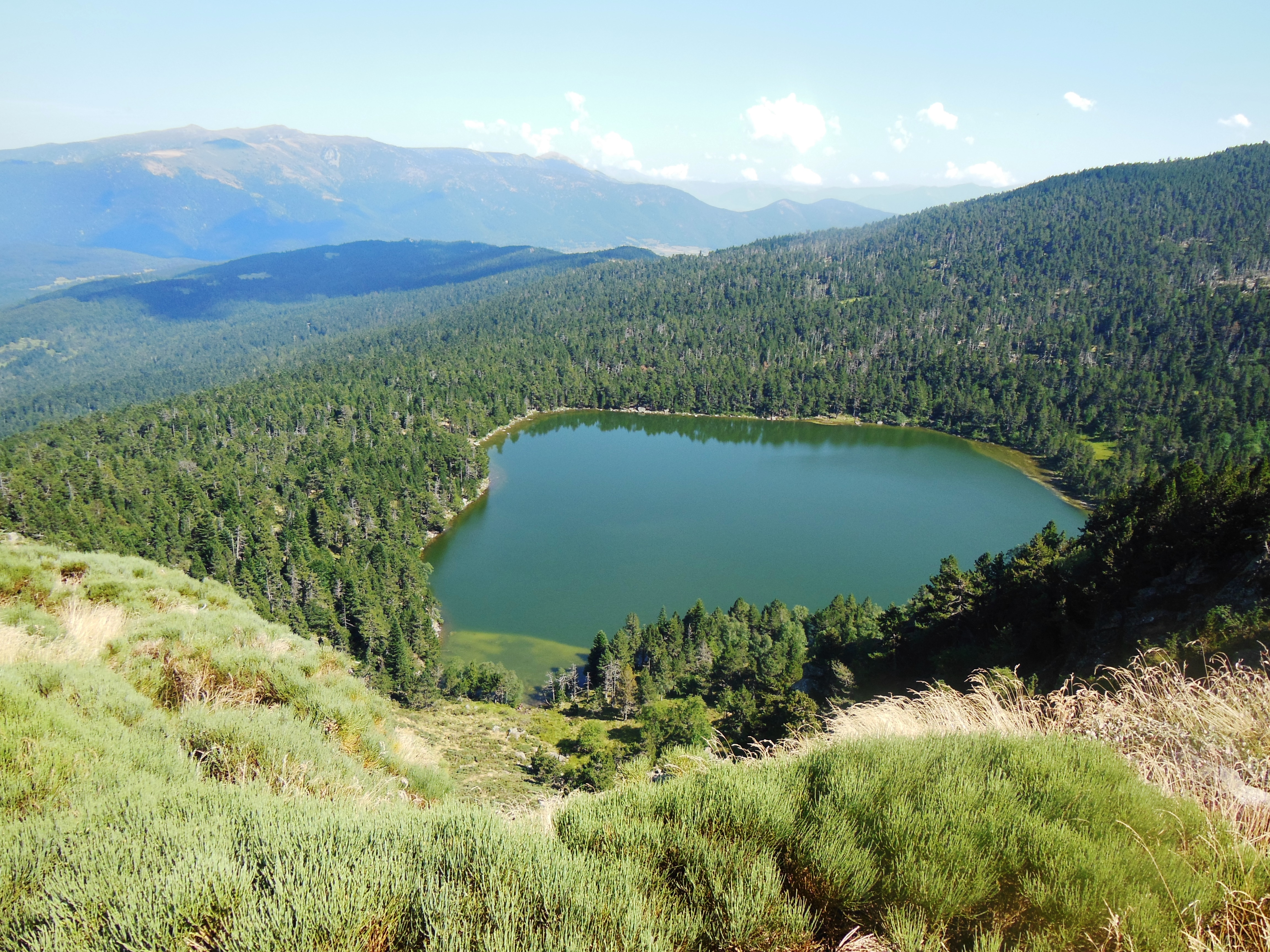

## Histoire
Au début des années 1900, Ludovic Gaurier (1875-1931), glaciologue et limnologue, a observé dans l'étang la présence de tritons, de sangsues, d'hydrophiles, d'ombles chevaliers, mais on lui avait rapporté l’absence de truites. Lors du sondage, il signale des plantes aquatiques.

## Environnement
L'étang de Quérigut, localisé dans la forêt des Hares, est entouré de pins à crochets, pinus mugo, ainsi que de rhododendrons, rhododendron sp.. Ses eaux sont réputées pour être riches en truite fario, salmo trutta notamment, ainsi que des saumons de fontaine, salvelinus fontinalis. Durant le mois de mai, il n'est pas rare que l'étang soit bordé d'érythrones dent-de-chien, erythronium dens-canis.
La faune de l'étang est emblématique des Pyrénées ariégeoises avec ses rapaces et ses marmottes, surtout localisées à l'ouest du lac.

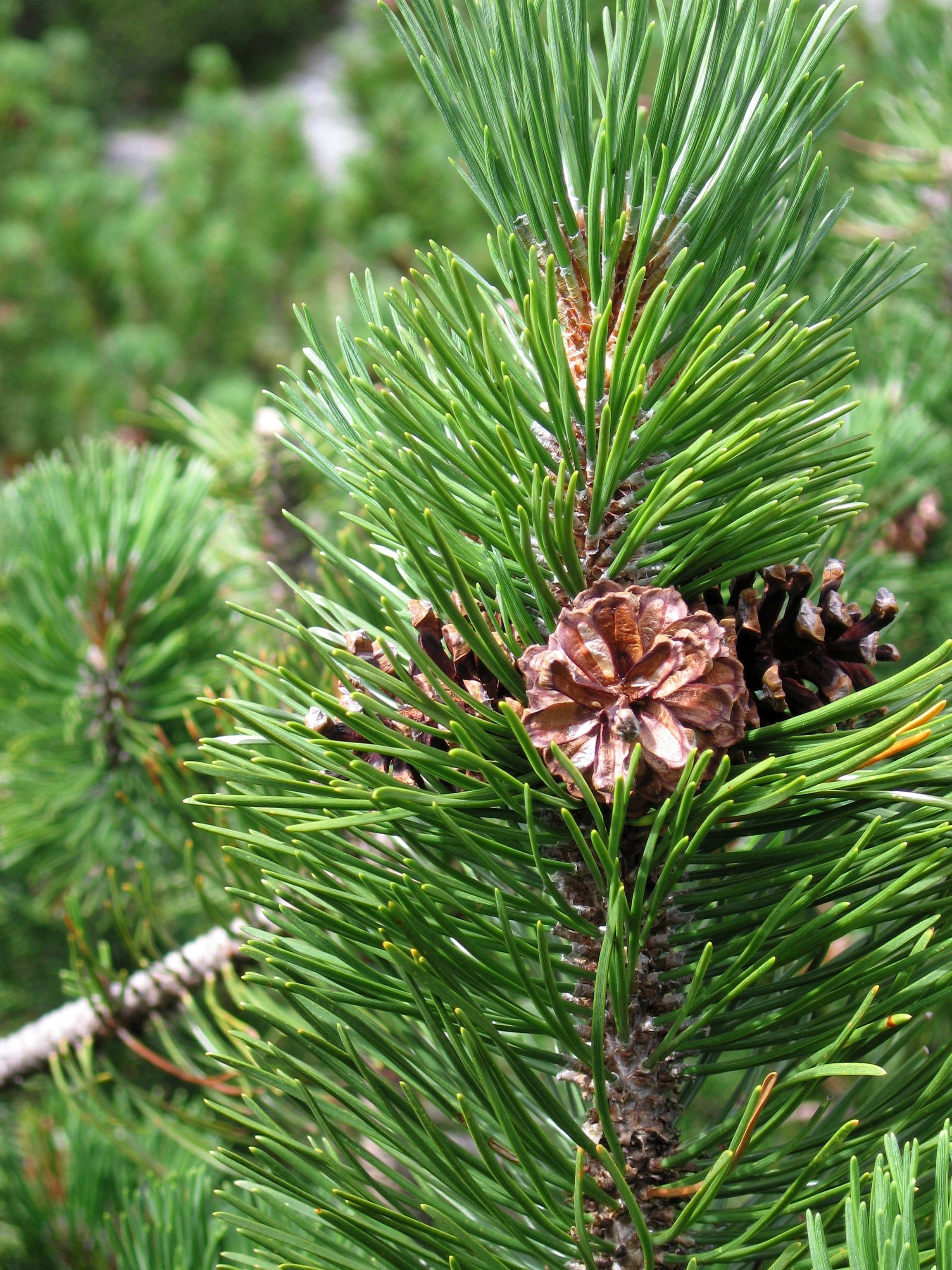
Pin à crochets,  Pinus mugo, sur les rivages de l’étang.
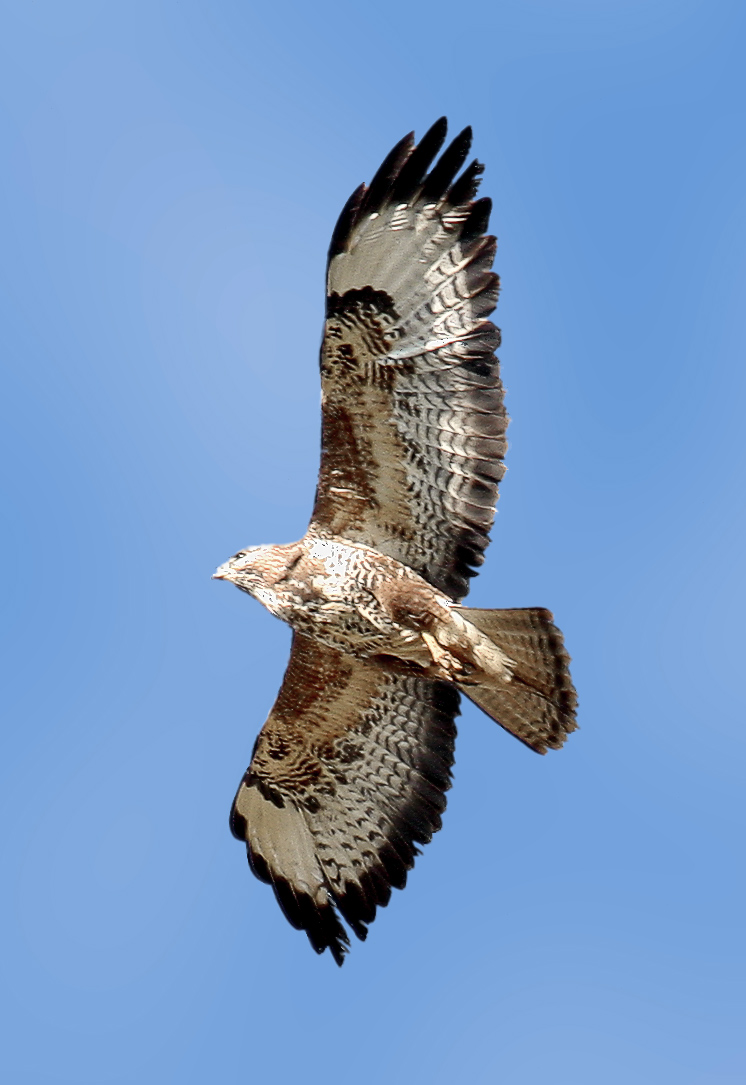
Buse variable, Buteo buteo.
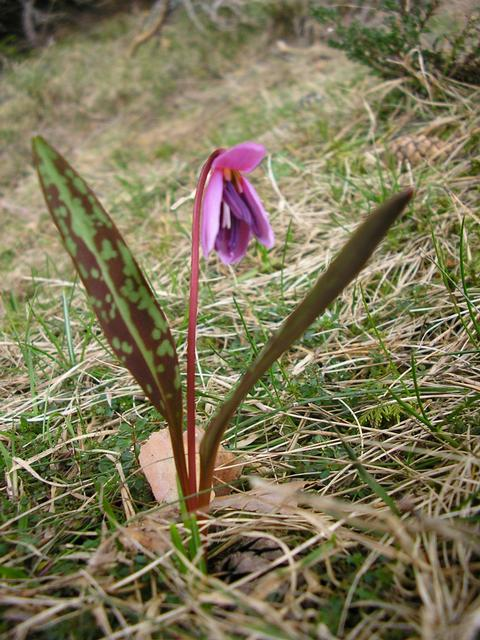
Érythrone dent-de-chien, Erythronium dens-canis.
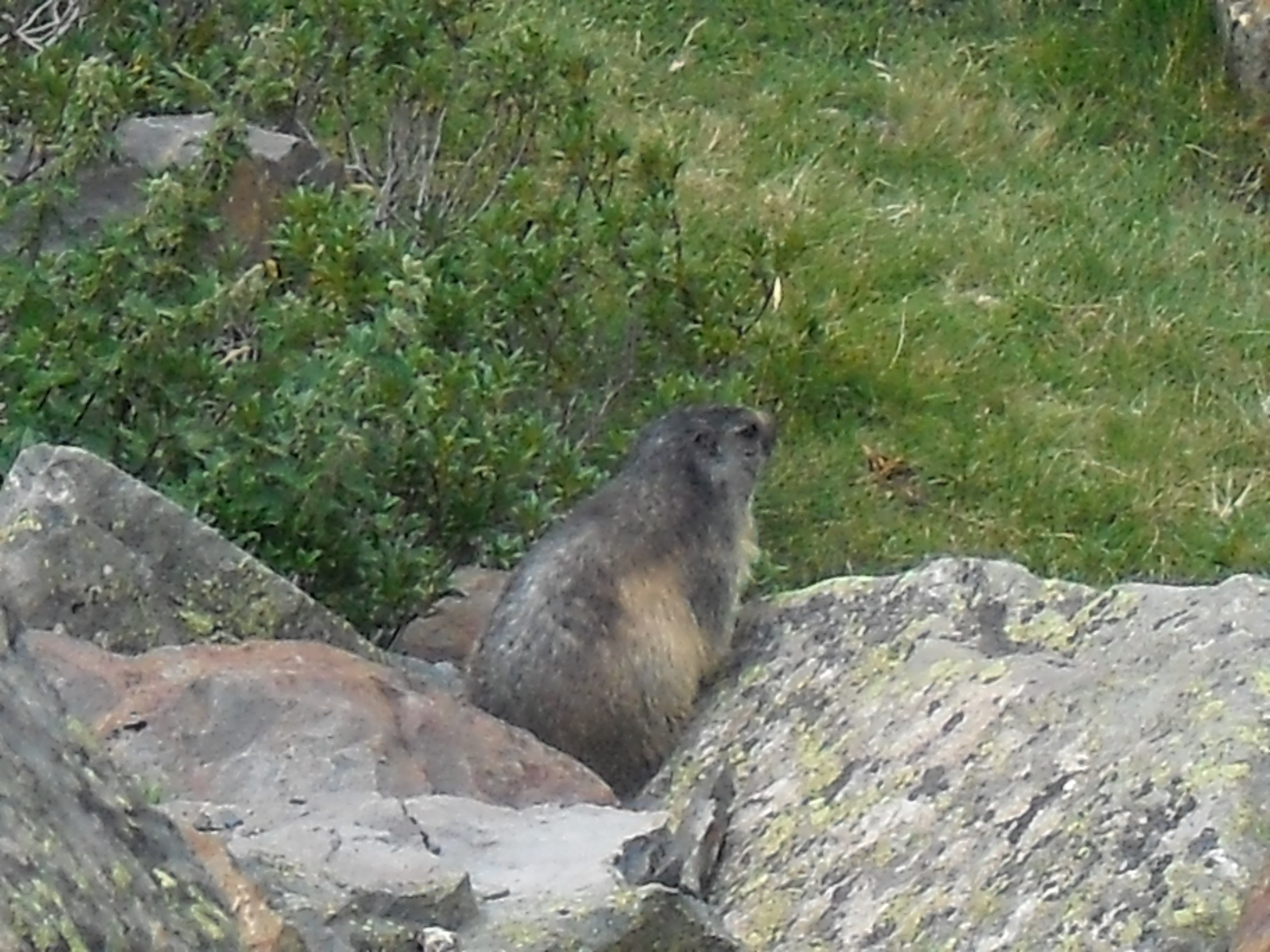
Marmotte, Marmota marmota.
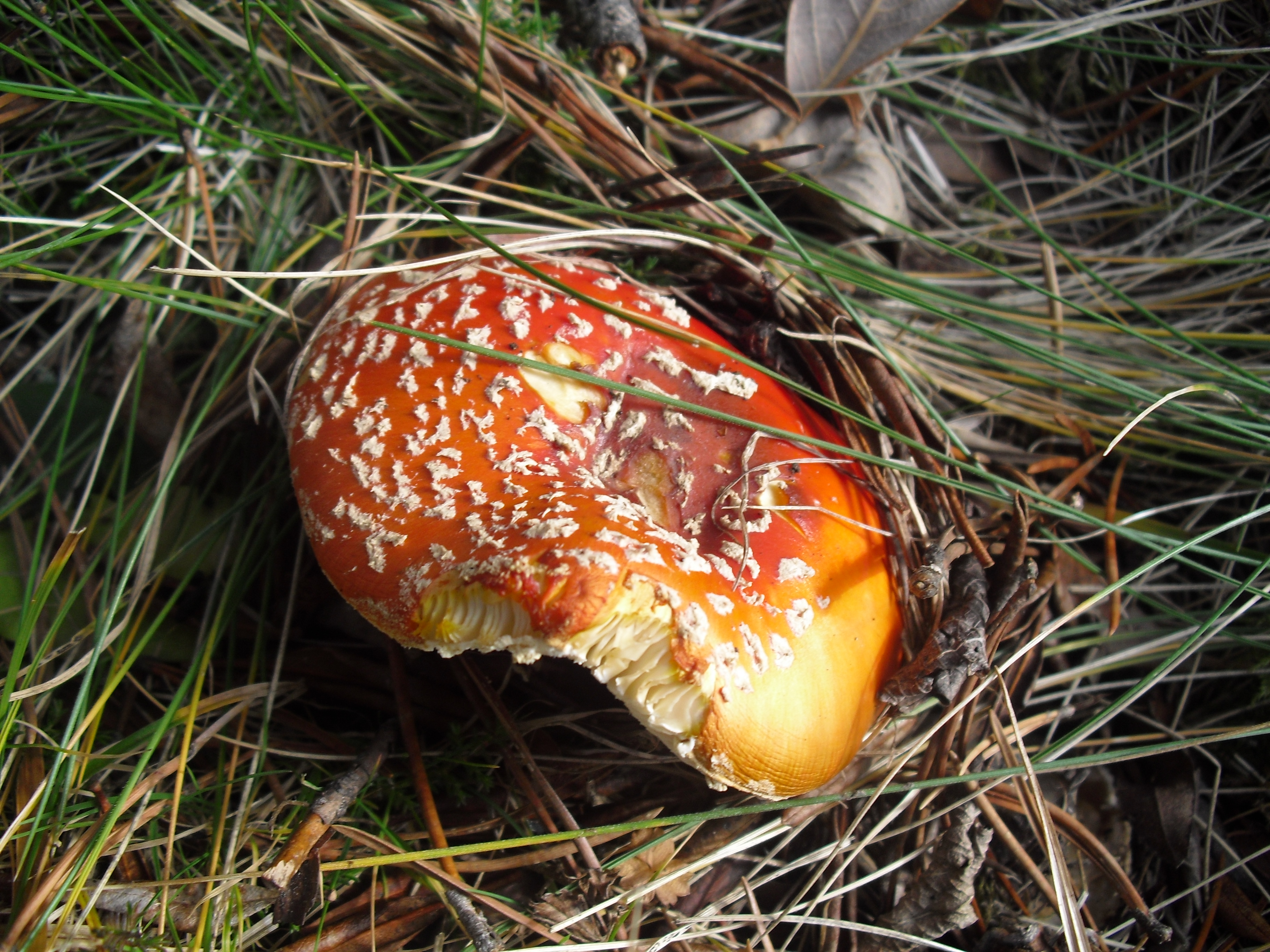
Amanite tue-mouches, Amanita muscaria.